# Oued Tessa
El oued Tessa (àrab: وادي تَاسَة, wādī Tāsa) és un riu de Tunísia amb origen a la regió de Souk El Jemaa, que corre en direcció nord i desaigua al riu Medjerda, uns 15 km a l'est de Jendouba. En el seu trajecte recull, a l'època de pluges, l'aigua de nombrosos uadis que estan secs bona part de l'any. El seu curs és d'uns 85 km. la pluviometria mitjana és de 460 mm/any i entre el setembre i el gener creix entre un 15 i un 11 per cent. La ciutat principal del seu curs és Es Sers.